# Эгерланд
Хебско или Эгерланд (чеш. Chebsko; нем. Egerland; эгерландский немецкий диалект: Eghalånd) — исторический регион на крайнем западе Богемии на современной территории Чехии недалеко от границы с Германией. Получил своё имя по городу Хеб, называемому немцами Эгер (Eger). Такое же название носит у немцев и протекающая по этой местности река Огрже.

## География
Эгерланд расположен на северо-западе современной Чехии. Первоначально это был небольшой регион площадью менее 1000 км² вокруг исторического города Хеб. Его трудно сравнить с нынешним районом Хеб в Карловарском крае. Он не включал в себя город Аш с окрестностями, однако включал в себя район Марктредвиц на территории нынешней Верхней Франконии.
После начала немецкой оккупации Чехословакии в 1938 году, Эгерланд, как часть Судетской области, отошел нацистской Германии и стал частью административного округа Эгер с центром в Карловых Варах (нем. Karlsbad). Он включил в себя обширные чешские территории вплоть до окрестностей Пльзеня, такие города как Фалькнов-на-Огрже, Марианске-Лазне (нем. Marienbad), Тахов и др.

## История

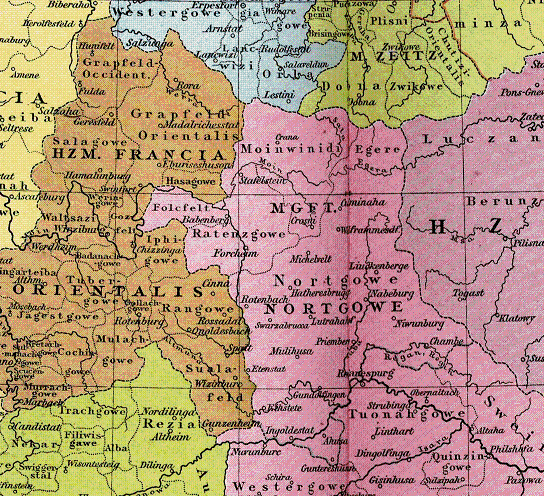
Байришер-Нордгау (1000)

Regio Egere (в составе Баварии) был впервые упомянут в 1035 году, а поселение Эгер - в 1061 году, в записках о торговых путях, лежащих на пути расселения немцев на восток. В 1161 году Эгер описывается как часть Марки Нордгау под властью Дипольда III маркграфа Фобурга. После его смерти Эгерланд был унаследован будущим императором I Рейха Фридрихом I Барбароссой при браке с дочерью Дипольда - Адельгейдой. Гогенштауфены отделили Эгерланд от Баварских земель и создали Эгренсис (Provincia Egrensis) как образцовую модель имперской провинции.

### Королевство Богемия

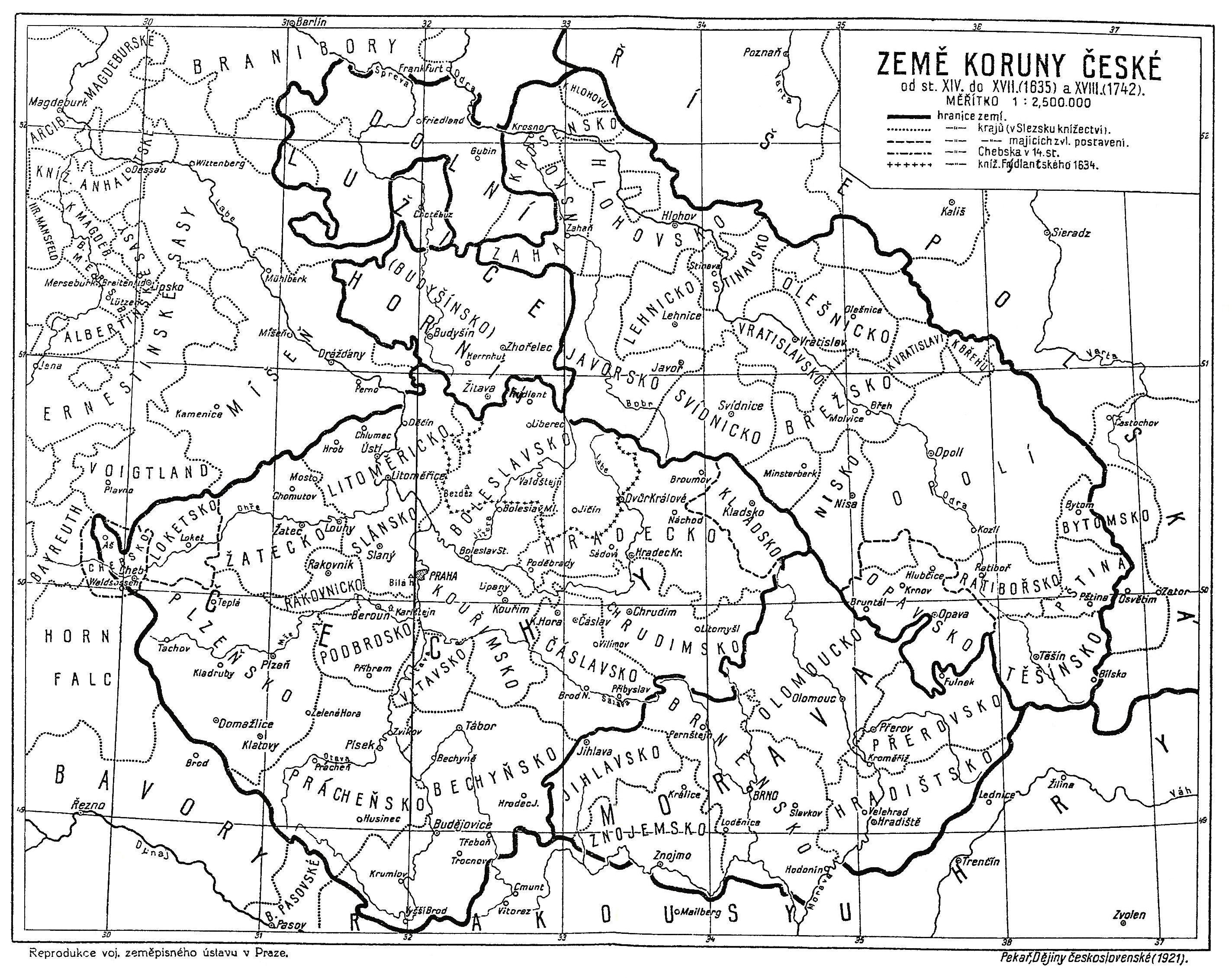
Эгерланд, как одна из земель Богемской короны.

Хеб, ставший в 1277 году свободным имперским городом, в 1322 году был отдан в лен императором Людвигом IV Иоанну Люксембургскому в обмен на поддержку последнего в битве при Мюльдорфе против Фридриха III. Одновременно была дана «гарантия полной независимости от Королевства Богемия», которая в дальнейшем была нарушена, так как в 1346 году Карл IV из династии Люксембургов объединил под своей короной Священную Римскую империю и Богемию. Люксембурги и (с 1526 года) Габсбурги последовательно уничтожили автономию Эгерланда, несмотря на сопротивление местной знати и простых граждан Хеба.

Включение Богемии в державу Габсбургов привело, в первую очередь, к конфликтам между католической монархией и протестантской знатью, что в итоге вылилось в Тридцатилетнюю войну. Хеб и Эгерланд, исходя из своей независимости, старались занять нейтральную позицию, но тем не менее были покорены генералиссимусом Альбрехтом фон Валленштейном, который был убит близ Хеба 25 февраля 1634 года. В последующие годы Габсбурги централизовали управление империей. Император Иосиф II отменил Богемскую автономию и упразднил церемонию коронации короля Богемии. Вместе с признанием немецкого языка официальным в габсбургсих землях (вместо средневековой латыни) он заложил фундамент для будущих этнических конфликтов. 

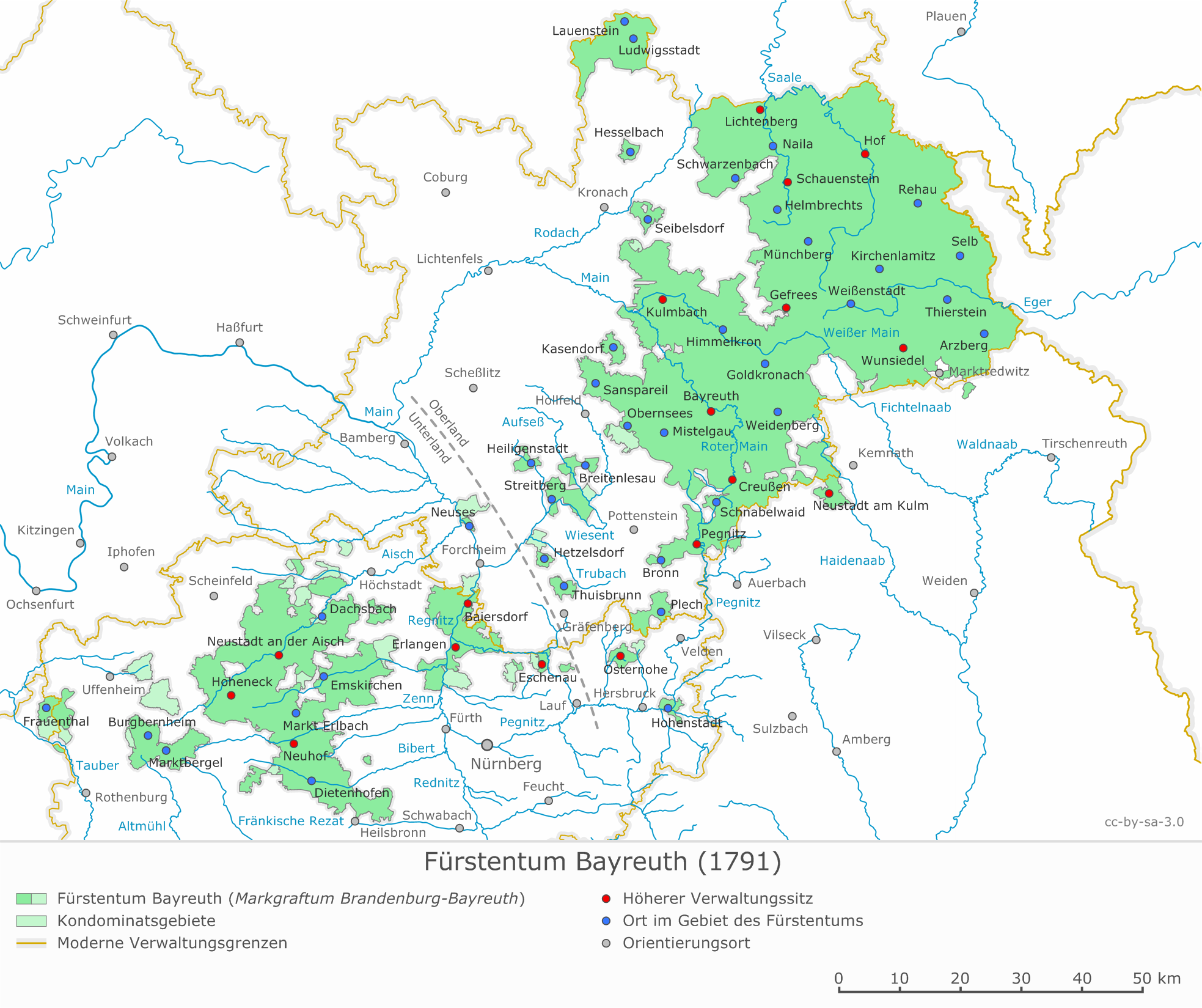
Княжество Байройт (1791)

После образования Австрийской империи в 1804 году и упразднения Священной Римской империи (I Рейха) в 1806 году восточная часть Эгерланда окончательно стала обычным округом в австрийской провинции Богемия. В первой половине XIX века, в связи с притеснениями чехов, возникло множество националистических движений (например, австрославизм). Во второй половине XIX века чехи, как и некоторые другие славяне, начали борьбу за независимость под знаменами идей панславизма.

### Чехословакия

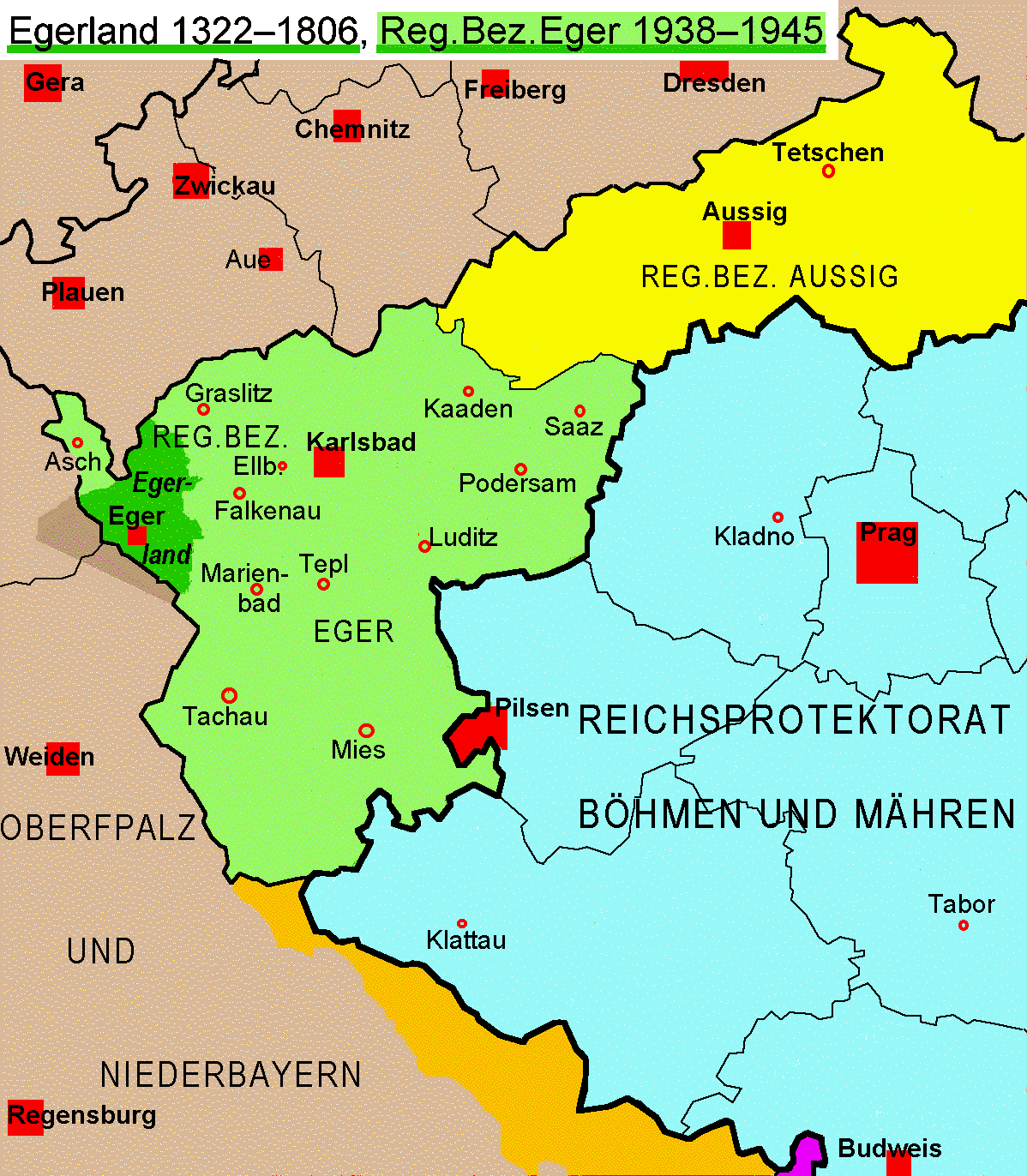
Исторический Эгерланд (1322-1806), регион Эгера (1938-1945), Рейхспротекторат Богемия и Моравия (1939-1945)

По окончании Первой мировой войны немецкоговорящее население бывшей Австро-Венгрии провозгласило создание республики Немецкая Австрия, включая Эгерланд и другие приграничные территории немецкой Чехии. Ссылаясь на доктрину самоопределения, провозглашенную президентом США Вудро Вильсоном, которая служила основой раздела Австро-Венгрии, было выдвинуто требование объединения с Германией. Тем не менее, чешское большинство настаивало на восстановлении своей страны в исторических границах, как бы дезавуируя прежнюю германизацию. Обе стороны действовали самостоятельно, и чешское большинство одержало верх, образовав Чехословакию, состоящую из всех частей Богемии, включая Эгерланд.
С приходом национал-социалистов к власти в Германии в 1933 году крайне возрос сепаратизм среди судетских немцев. После того, как Гитлер подтолкнул события к вооруженному противостоянию, главами Англии, Франции, Италии и Германии в 1938 году было подписано Мюнхенское соглашение, результатом которого была аннексия Судетской области, включая Эгерланд, нацистской Германией.
После поражения III Рейха Эгерланд, как и другие судетские земли, вновь стал частью Чехословакии, а большая часть этнических немцев Эгерланда (90 тысяч человек), согласно декретам Бенеша от 1945 года, была выдворена в Германию (процесс депортации сопровождался издевательствами и убийствами). На место немцев были завезены колонисты из средней Чехии. Любые устные и печатные высказывания о прежних жителях края были запрещены. Бывший Эгерланд вошёл в состав Карловарского края, в 1960 г. отошёл к Западно-Чешскому краю, с 2000 года - снова в Карловарском крае.